# 圣伊莱尔苏沙尔略
圣伊莱尔苏沙尔略（法語：Saint-Hilaire-sous-Charlieu，法語發音：[sɛ̃.t‿ilɛʁ su ʃaʁljø]，意为“沙尔略下方的圣伊莱尔”）是法国卢瓦尔省的一个市镇，位于该省北部偏东，属于罗阿讷区。

## 地理
圣伊莱尔苏沙尔略（46°7'18"N, 4°10'59"E）面积13.51 平方千米，位于法国奥弗涅-罗讷-阿尔卑斯大区卢瓦尔省，该省份为法国中南部省份，北起顺时针与索恩-卢瓦尔省、罗讷省、伊泽尔省、阿尔代什省、上盧瓦爾省、多姆山省和阿列省接壤。
与圣伊莱尔苏沙尔略接壤的市镇（或旧市镇、城区）包括：尚东、维莱尔、布瓦耶、雅尔诺斯、楠达、普伊苏沙尔略。
圣伊莱尔苏沙尔略的时区为UTC+01:00、UTC+02:00（夏令时）。

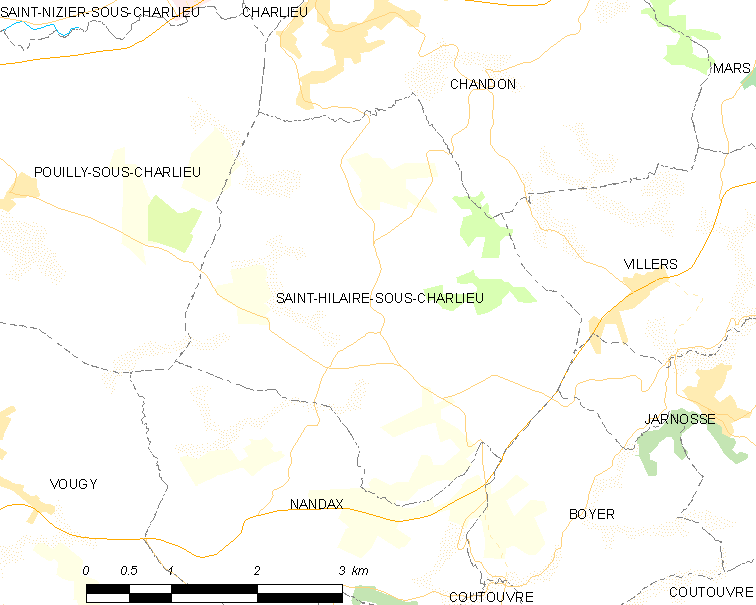
圣伊莱尔苏沙尔略的OSM定位图

## 行政
圣伊莱尔苏沙尔略的邮政编码为42190，INSEE市镇编码为42236。

## 政治
圣伊莱尔苏沙尔略所属的省级选区为沙尔略县。

## 人口

1962-2008年间圣伊莱尔苏沙尔略人口变化图示

圣伊莱尔苏沙尔略于2022年1月1日时的人口数量为540人。